# Rapture of the Deep
Rapture of the deep is een album van de Britse hardrockband Deep Purple. Dit album werd geproduceerd binnen 4 weken en zag in 2005 het levenslicht. 
Tijdens het voorstellen van dit nieuwe album traden ze onder meer op in België in de Lotto-Arena te Antwerpen op 18 mei 2007. De bezetting: Ian Gillan (zang), Steve Morse (gitaar), Don Airey (keyboards), Roger Glover (bas ) en Ian Paice (drums).
Songlist
- Money Talks
- Girls Like That
- Wrong Man
- Rapture Of The Deep
- Clearly Quite Absurd
- Don't Let Go
- Back To back
- Kiss Tomorrow Goodbye
- MTV (bonustrack, enkel op speciale editie)
- Junkyard Blues
- Before Time Began